# Seznam polkov po zaporednih številkah (350. - 399.)
Seznam polkov po zaporednih številkah - polki od 350. do 399.

## 350. polk
Pehotni
- 350. pehotni polk (Italija)
- 350. pehotni polk (ZDA)
- 350. strelski polk (ZSSR)
- 350. pehotni polk (Wehrmacht)
- 350. grenadirski polk (Wehrmacht)

Artilerijski
- 350. havbični artilerijski polk (ZSSR)

## 351. polk
Pehotni
- 351. strelski polk (ZSSR)
- 351. pehotni polk (ZDA)
- 351. polkovna bojna skupina (ZDA)
- 351. pehotni polk (Wehrmacht)
- 351. grenadirski polk (Wehrmacht)

Artilerijski
- 351. protiletalski artilerijski polk (ZSSR)

## 352. polk
Pehotni
- 352. strelski polk (ZSSR)
- 352. pehotni polk (Wehrmacht)
- 352. grenadirski polk (Wehrmacht)

Artilerijski
- 352. lahki artilerijski polk (ZSSR)
- 352. artilerijski polk (Wehrmacht)

## 353. polk
Pehotni
- 353. pehotni polk (ZDA)
- 353. strelski polk (ZSSR)
- 353. pehotni polk (Wehrmacht)
- 353. grenadirski polk (Wehrmacht)

Artilerijski
- 353. lahki artilerijski polk (ZSSR)
- 353. artilerijski polk (Wehrmacht)

## 354. polk
Pehotni
- 354. pehotni polk (ZDA)
- 354. strelski polk (ZSSR)
- 354. pehotni polk (Wehrmacht)
- 354. grenadirski polk (Wehrmacht)

Artilerijski
- 354. lahki artilerijski polk (ZSSR)

## 355. polk
Pehotni
- 355. pehotni polk (ZDA)
- 355. strelski polk (ZSSR)
- 355. pehotni polk (Wehrmacht)
- 355. grenadirski polk (Wehrmacht)

Artilerijski
- 355. lahki artilerijski polk (ZSSR)
- 355. artilerijski polk (Wehrmacht)

## 356. polk
Pehotni
- 356. pehotni polk (ZDA)
- 356. strelski polk (ZSSR)
- 356. pehotni polk (Wehrmacht)

Artilerijski
- 356. artilerijski polk (ZSSR)
- 356. artilerijski polk (Wehrmacht)

## 357. polk
Pehotni
- 357. pehotni polk (ZDA)
- 357. strelski polk (ZSSR)
- 357. pehotni polk (Wehrmacht)
- 357. grenadirski polk (Wehrmacht)

Artilerijski
- 357. lahki artilerijski polk (ZSSR)
- 357. artilerijski polk (Wehrmacht)

## 358. polk
Pehotni
- 358. pehotni polk (ZDA)
- 358. strelski polk (ZSSR)
- 358. pehotni polk (Wehrmacht)
- 358. grenadirski polk (Wehrmacht)

Artilerijski
- 358. lahki artilerijski polk (ZSSR)

## 359. polk
Pehotni
- 359. pehotni polk (Italija)
- 359. pehotni polk (ZDA)
- 359. strelski polk (ZSSR)
- 359. pehotni polk (Wehrmacht)
- 359. grenadirski polk (Wehrmacht)

Artilerijski
- 359. lahki artilerijski polk (ZSSR)
- 359. artilerijski polk (Wehrmacht)

## 360. polk
Pehotni
- 360. pehotni polk (ZDA)
- 360. strelski polk (ZSSR)
- 360. pehotni polk (Wehrmacht)
- 360. grenadirski polk (Wehrmacht)

Artilerijski
- 360. havbični artilerijski polk (ZSSR)

## 361. polk
Pehotni
- 361. pehotni polk (ZDA)
- 361. strelski polk (ZSSR)
- 361. strelski polk (Wehrmacht)
- 361. pehotni polk (Wehrmacht)
- 361. tankovskogrenadirski polk (Wehrmacht)

Artilerijski
- 361. havbični artilerijski polk (ZSSR)
- 361. artilerijski polk (Wehrmacht)

## 362. polk
Pehotni
- 362. pehotni polk (ZDA)
- 362. strelski polk (ZSSR)
- 362. pehotni polk (Wehrmacht)
- 362. grenadirski polk (Wehrmacht)

Artilerijski
- 362. havbični artilerijski polk (ZSSR)
- 362. artilerijski polk (Wehrmacht)

## 363. polk
Pehotni
- 363. pehotni polk (Italija)
- 363. pehotni polk (ZDA)
- 363. strelski polk (ZSSR)
- 363. grenadirski polk (Wehrmacht)

Artilerijski
- 363. lahki artilerijski polk (ZSSR)
- 363. artilerijski polk (Wehrmacht)

## 364. polk
Pehotni
- 364. pehotni polk (ZDA)
- 364. strelski polk (ZSSR)
- 364. pehotni polk (Wehrmacht)
- 364. grenadirski polk (Wehrmacht)

Artilerijski
- 364. obalni artilerijski polk (ZDA)
- 364. polk korpusne artilerije (ZSSR)
- 364. artilerijski polk (Wehrmacht)

## 365. polk
Pehotni
- 365. strelski polk (ZSSR)
- 365. pehotni polk (Wehrmacht)
- 365. grenadirski polk (Wehrmacht)

Artilerijski
- 365. havbični artilerijski polk (ZSSR)
- 365. artilerijski polk (Wehrmacht)

## 366. polk
Pehotni
- 366. pehotni polk (ZDA)
- 366. strelski polk (ZSSR)
- 366. pehotni polk (Wehrmacht)
- 366. grenadirski polk (Wehrmacht)

Artilerijski
- 366. havbični artilerijski polk (ZSSR)

## 367. polk
Pehotni
- 367. strelski polk (ZSSR)
- 367. pehotni polk (Wehrmacht)
- 367. grenadirski polk (Wehrmacht)

Artilerijski
- 367. artilerijski polk (ZSSR)
- 367. artilerijski polk (Wehrmacht)

## 368. polk
Pehotni
- 368. strelski polk (ZSSR)
- 368. pehotni polk (Wehrmacht)
- 368. grenadirski polk (Wehrmacht)

Artilerijski
- 368. polk korpusne artilerije (ZSSR)

## 369. polk
Pehotni
- 369. strelski polk (ZSSR)
- 369. pehotni polk (Wehrmacht)
- 369. grenadirski polk (Wehrmacht)

Artilerijski
- 369. havbični artilerijski polk (ZSSR)
- 369. artilerijski polk (Wehrmacht)

## 370. polk
Pehotni
- 370. strelski polk (ZSSR)
- 370. pehotni polk (Wehrmacht)
- 370. grenadirski polk (Wehrmacht)

Artilerijski
- 370. havbični artilerijski polk (ZSSR)
- 370. artilerijski polk (Wehrmacht)

## 371. polk
Pehotni
- 371. strelski polk (ZSSR)
- 371. pehotni polk (Wehrmacht)
- 371. grenadirski polk (Wehrmacht)

Artilerijski
- 371. havbični artilerijski polk (ZSSR)
- 371. artilerijski polk (Wehrmacht)

## 372. polk
Pehotni
- 372. strelski polk (ZSSR)
- 372. pehotni polk (Wehrmacht)

Artilerijski
- 372. havbični artilerijski polk (ZSSR)
- 372. artilerijski polk (Wehrmacht)

## 373. polk
Pehotni
- 373. strelski polk (ZSSR)
- 373. grenadirski polk (Wehrmacht)

Artilerijski
- 373. lahki artilerijski polk (ZSSR)
- 373. artilerijski polk (Wehrmacht)

## 374. polk
Pehotni
- 374. strelski polk (ZSSR)
- 374. pehotni polk (Wehrmacht)
- 374. grenadirski polk (Wehrmacht)

Artilerijski
- 374. polk korpusne artilerije (ZSSR)

## 375. polk
Pehotni
- 375. strelski polk (ZSSR)
- 375. pehotni polk (Wehrmacht)
- 375. grenadirski polk (Wehrmacht)

Artilerijski
- 375. poljskoartilerijski polk (ZDA)
- 375. havbični artilerijski polk (ZSSR)

## 376. polk
Pehotni
- 376. strelski polk (ZSSR)
- 376. pehotni polk (Wehrmacht)
- 376. grenadirski polk (Wehrmacht)

Artilerijski
- 376. havbični artilerijski polk (ZSSR)
- 376. artilerijski polk (Wehrmacht)

Aviacijski
- 376. aviacijski polk (ZDA)

## 377. polk
Pehotni
- 377. pehotni polk (ZDA)
- 377. strelski polk (ZSSR)
- 377. pehotni polk (Wehrmacht)
- 377. grenadirski polk (Wehrmacht)

Artilerijski
- 377. poljskoartilerijski polk (ZDA)
- 377. polk korpusne artilerije (ZSSR)
- 377. artilerijski polk (Wehrmacht)

## 378. polk
Pehotni
- 378. pehotni polk (ZDA)
- 378. strelski polk (ZSSR)
- 378. pehotni polk (Wehrmacht)
- 378. grenadirski polk (Wehrmacht)

Artilerijski
- 378. havbični artilerijski polk (ZSSR)

## 379. polk
Pehotni
- 379. pehotni polk (ZDA)
- 379. strelski polk (ZSSR)
- 379. pehotni polk (Wehrmacht)
- 379. grenadirski polk (Wehrmacht)

Artilerijski
- 379. lahki artilerijski polk (ZSSR)

## 380. polk
Pehotni
- 380. strelski polk (ZSSR)
- 380. pehotni polk (Wehrmacht)
- 380. grenadirski polk (Wehrmacht)

Artilerijski
- 380. havbični artilerijski polk (ZSSR)

## 381. polk
Pehotni
- 381. pehotni polk (ZDA)
- 381. strelski polk (ZSSR)
- 381. pehotni polk (Wehrmacht)
- 381. grenadirski polk (Wehrmacht)

Artilerijski
- 381. artilerijski polk (ZSSR)

## 382. polk
Pehotni
- 382. pehotni polk (ZDA)
- 382. strelski polk (ZSSR)
- 382. pehotni polk (Wehrmacht)
- 382. tankovskogrenadirski polk (Wehrmacht)

Artilerijski
- 382. havbični artilerijski polk (ZSSR)

## 383. polk
Pehotni
- 383. pehotni polk (Italija)
- 383. pehotni polk (ZDA)
- 383. strelski polk (ZSSR)
- 383. grenadirski polk (Wehrmacht)

Artilerijski
- 383. havbični artilerijski polk (ZSSR)
- 383. artilerijski polk (Wehrmacht)

## 384. polk
Pehotni
- 384. strelski polk (ZSSR)
- 384. grenadirski polk (Wehrmacht)

Artilerijski
- 384. lahki artilerijski polk (ZSSR)
- 384. artilerijski polk (Wehrmacht)

## 385. polk
Pehotni
- 385. pehotni polk (ZDA)
- 385. strelski polk (ZSSR)
- 385. pehotni polk (Wehrmacht)
- 385. grenadirski polk (Wehrmacht)

Artilerijski
- 385. havbični artilerijski polk (ZSSR)
- 385. artilerijski polk (Wehrmacht)

## 386. polk
Pehotni
- 386. strelski polk (ZSSR)
- 386. pehotni polk (Wehrmacht)
- 386. grenadirski polk (Wehrmacht)

Artilerijski
- 386. artilerijski polk (ZSSR)
- 386. artilerijski polk (Wehrmacht)

## 387. polk
Pehotni
- 387. pehotni polk (Italija)
- 387. strelski polk (ZSSR)
- 387. grenadirski polk (Wehrmacht)

Artilerijski
- 387. havbični artilerijski polk (ZSSR)
- 387. artilerijski polk (Wehrmacht)

## 388. polk
Pehotni
- 388. strelski polk (ZSSR)
- 388. pehotni polk (Wehrmacht)
- 388. grenadirski polk (Wehrmacht)

Artilerijski
- 388. artilerijski polk (ZSSR)
- 388. artilerijski polk (Wehrmacht)

## 389. polk
Pehotni
- 389. pehotni polk (ZDA)
- 389. strelski polk (ZSSR)
- 389. pehotni polk (Wehrmacht)
- 389. grenadirski polk (Wehrmacht)

Artilerijski
- 389. havbični artilerijski polk (ZSSR)
- 389. artilerijski polk (Wehrmacht)

## 390. polk
Pehotni
- 390. pehotni polk (ZDA)
- 390. strelski polk (ZSSR)
- 390. pehotni polk (Wehrmacht)
- 390. grenadirski polk (Wehrmacht)

Artilerijski
- 390. havbični artilerijski polk (ZSSR)

## 391. polk
Pehotni
- 391. pehotni polk (ZDA)
- 391. strelski polk (ZSSR)
- 391. pehotni polk (Wehrmacht)
- 391. grenadirski polk (Wehrmacht)

Artilerijski
- 391. havbični artilerijski polk (ZSSR)

## 392. polk
Pehotni
- 392. pehotni polk (ZDA)
- 392. strelski polk (ZSSR)
- 392. pehotni polk (Wehrmacht)
- 392. grenadirski polk (Wehrmacht)

Artilerijski
- 392. polk korpusne artilerije (ZSSR)
- 392. artilerijski polk (Wehrmacht)

## 393. polk
Pehotni
- 393. pehotni polk (ZDA)
- 393. strelski polk (ZSSR)

Artilerijski
- 393. havbični artilerijski polk (ZSSR)

## 394. polk
Pehotni
- 394. pehotni polk (ZDA)
- 394. strelski polk (ZSSR)
- 394. strelski polk (Wehrmacht)
- 394. pehotni polk (Wehrmacht)
- 394. tankovskogrenadirski polk (Wehrmacht)

Artilerijski
- 394. polk korpusne artilerije (ZSSR)

## 395. polk
Pehotni
- 395. pehotni polk (ZDA)
- 395. strelski polk (ZSSR)
- 395. pehotni polk (Wehrmacht)

Artilerijski
- 395. artilerijski polk (ZSSR)
- 395. artilerijski polk (Wehrmacht)

## 396. polk
Pehotni
- 396. strelski polk (ZSSR)
- 396. pehotni polk (Wehrmacht)
- 396. grenadirski polk (Wehrmacht)

Artilerijski
- 396. polk korpusne artilerije (ZSSR)

## 397. polk
Pehotni
- 397. pehotni polk (ZDA)
- 397. strelski polk (ZSSR)
- 397. pehotni polk (Wehrmacht)
- 397. grenadirski polk (Wehrmacht)

Artilerijski
- 397. artilerijski polk (ZSSR)

## 398. polk
Pehotni
- 398. pehotni polk (ZDA)
- 398. strelski polk (ZSSR)
- 398. pehotni polk (Wehrmacht)

Artilerijski
- 398. havbični artilerijski polk (ZSSR)

## 399. polk
Pehotni
- 399. pehotni polk (ZDA)
- 399. strelski polk (ZSSR)
- 399. pehotni polk (Wehrmacht)
- 399. grenadirski polk (Wehrmacht)

Artilerijski
- 399. havbični artilerijski polk (ZSSR)
- 399. artilerijski polk (Wehrmacht)